# Lobi Stars
Lobi Stars F.C. este un club de fotbal din orașul Makurdi, Nigeria.